# Ӥ
Ӥ, ӥ — кирилична літера. 
Використовується в удмуртській абетці, де займає 13-ту позицію. Позначає голосний переднього ряду /і/ без пом'якшення попереднього приголосного. Утворена від И. Використовується після твердих приголосних: д, з, л, н, с, т.